# Scotty 2 Hotty
Pour les articles homonymes, voir Garland.
Scott Ronald Garland (né le 2 juillet 1973 à Westbrook) est un catcheur (lutteur professionnel) et entraîneur de catch américain, mieux connu sous le nom de ring de Scotty 2 Hotty. Il est essentiellement connu pour son travail à la World Wrestling Federation / World Wrestling Entertainment (WWF puis WWE à partir de 2002).
Il commence sa carrière de catcheur en 1989 et commence à travailler pour la WWF à partir de 1991 sous le nom de Scott Taylor. Il commence à être mis en avant dans cette fédération au début des années 2000 sous le nom de Scotty 2 Hotty en remportant le championnat des poids mi-lourd de la WWF puis le championnat du monde par équipes de la WWF avec Grand Master Sexay avec qui il forme l'équipe Too Cool. Il est ensuite champion par équipes de la WWE en 2004 avec Rikishi. Son contrat avec la WWE prend fin en 2007.
Il lutte ensuite dans diverses fédérations aux États-Unis et en Europe. En 2016, la WWE l'engage comme entraîneur au WWE Performance Center.

## Jeunesse
Garland est un fan de catch depuis l'enfance notamment de Marty Jannetty et Shawn Michaels ainsi que de Randy Savage,. Il fait partie de l'équipe de baseball et de football américain de son lycée et abandonne ces sports pour s'entraîner afin de devenir catcheur.
Il poursuit ses études après le lycée tout en continuant sa carrière de catcheur et travaille comme caissier à la Fleet Bank.

## Carrière de catcheur

### Débuts (1989-1991)
Garland s'entraîne avec des catcheurs à Wells et fait son premier combat en novembre 1989 à Portland. Il se produit alors dans diverses petites fédérations de catch de la Nouvelle-Angleterre et de l'état de New York.

### World Wrestling Federation / World Wrestling Entertainment(1991-2007)

#### Débuts commejobber(1991-1997)
En 1991, Garland rencontre le catcheur Phil Apollo qui le recommande pour travailler à la World Wrestling Federation (WWF). Il est alors un jobber et lutte sous le nom de Scott Taylor. Il perd son premier combat télévisé le 5 octobre face à The Berzeker (en). Garland est alors encore au lycée et ses apparitions sont néanmoins assez sporadiques. Il a notamment l'occasion d'affronter à cette époque des catcheurs bien plus grand et lourd que lui comme Bam Bam Bigelow le 22 février 1993.
Au début de l'année 1997, il signe un contrat avec la WWF. En fin d'année, il participe au tournoi pour désigner le nouveau champion des poids mi-lourd de la WWF et élimine Eric Shelley le 17 novembre. Il doit affronter Brian Christopher en demi-finale le 1er décembre mais ce combat n'a pas lieu car Kane l'attaque avant le combat.

#### Too Cool(1998-2001)
En 1998, Taylor commence à faire équipe avec Brian Christopher. Le 29 mars au cours de WrestleMania XIV ils participent à une bataille royale par équipes remporté par Legion of Doom. Le 15 juin, ils participent à un Royal Rumble match pour désigner les challengers pour le championnat du monde par équipes de la WWF où il entrent en 8e position où ils se font éliminer par les The Headbangers (en) (Mosh et Thrasher). Le 28 juin durant King of the Ring, ils battent Al Snow et Head dans un match par équipes arbitré par Jerry Lawler. Le 27 septembre durant  in Your House 24: Breakdown, ils perdent face à Snow et Scorpio.
Début 1999, ils luttent principalement dans WWF Shotgun Saturday Night et WWF Sunday Night Heat qui sont les émissions secondaire de la WWF. Au milieu de l'année, Brian Christopher doit se faire opérer à la suite d'une déchirure des ligaments croisé d'un de ses genou.

#### World Wrestling Entertainment
En avril 2003, Garland part à la WWE (Vince McMahon met un terme à la WWF en 2002), il est drafté à WWE SmackDown C'est pendant ce draft que Garland a reformé une équipe avec son ancien allié : Rikishi. Garland et Rikishi ont rivalisé en Tag Team, en battant les Basham Brothers pour gagner la ceinture WWE Tag Team Championship le 5 février 2004. Garland et Rikishi défendent leurs titres dans un four way tag team match à WrestleMania XX. Leur règne fini le 22 avril 2004 quand ils ont été défaits par Charlie Haas et Rico. Le 16 juillet 2004, la WWE annonce la fin du contrat de Rikishi. Rikishi ne travaille donc plus à la WWE. Pendant cette année si mouvementée, Garland continu de catcher seul à Velocity. Mi-2005, il forme une équipe avec Funaki, dans la cruiserweight division.
En janvier 2007, Garland a fait un draft de courte-durée à RAW. Le 16 février 2007, il est re-transféré à Smackdown !. Le 18 mai 2007, La WWE annonce la fin du contrat de Scott Garland à la WWE.
Le 10 December 2007, Garland retourne à la WWE pour une nuit seulement, pendant les 15 ans de RAW (WWE Raw's 15-Year Special Anniversary Episode). Il retourne à FlashBack Battle Royal, après 15 années d'absence dans cette arène et y fait un 4 men battle royal. Il se fait éliminer par Skinner, toutefois les gens l'ont acclamé lorsque celui-ci a fait sa prise de finition : The Worm sur Irwin R. Schyster.
Il a créé son propre gymnase qui se nomme « Plainfield gymnasium » dans le Plainfield, CT. Il fait un bref retour dans la ville de Plainfield le 1er mars 2008, quand Garland est devenu le  Eastern Pro Wrestling's heavyweight champion, en battant Bob Evans dans un match en solo. Evans gagne le titre dans un match-retour dans un match en cage le 17 mai 2008 à Danielson, Connecticut.

## Palmarès
- Coastal Championship Wrestling

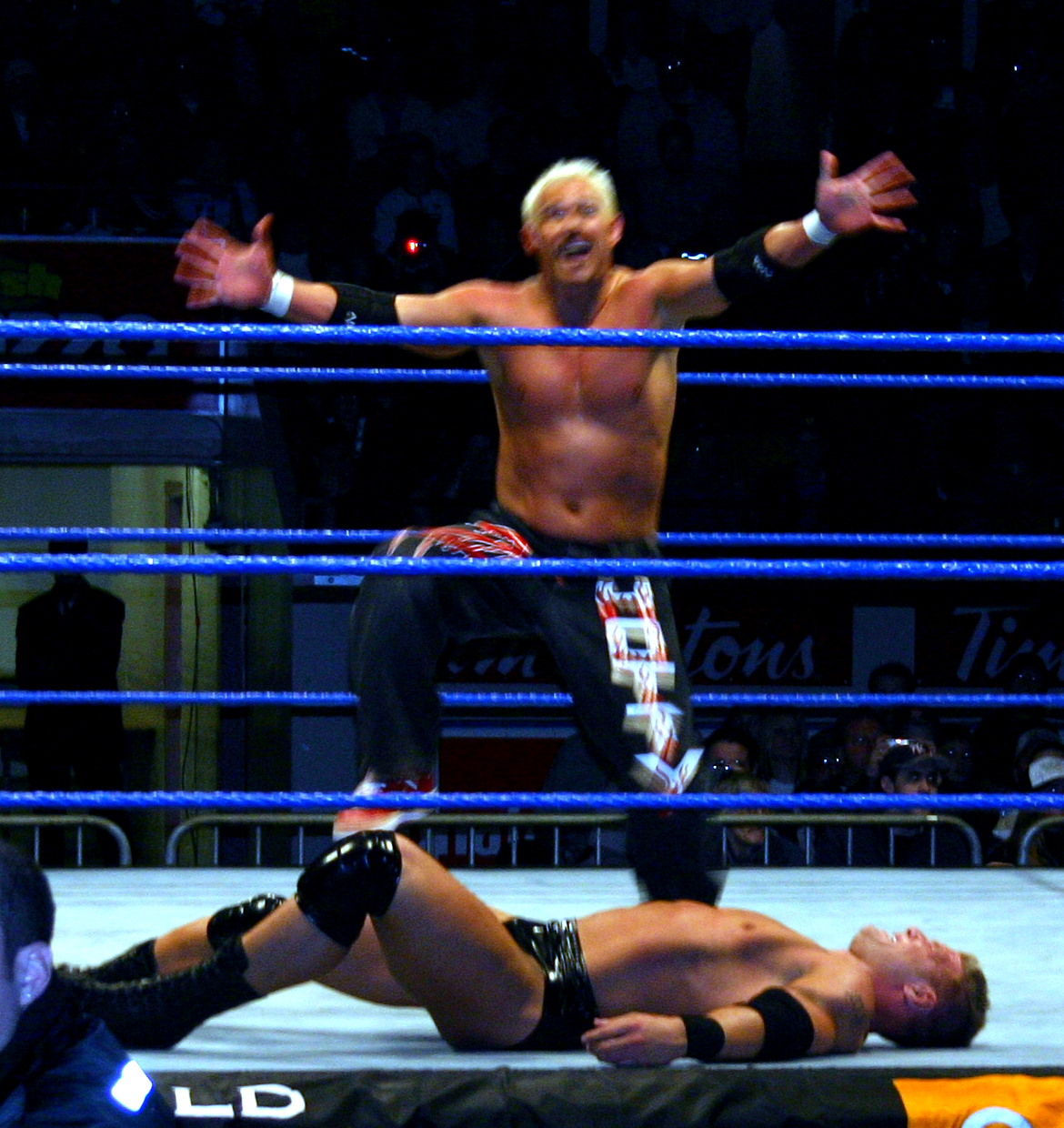
Scotty 2 Hotty préparant le W.O.R.M.

  - CCW Heavyweight Championship (1 fois)

- Eastern Pro Wrestling
  - EPW Heavyweight Championship (1 fois)
  - EPW Tag Team Championship (1 fois)

- New England Wrestling Association
  - NEWA Heavyweight Championship (5 fois)
  - NEWA Tag Team Championship (2 fois) avec Steve Ramsey

- World Wrestling Federation/Entertainment
  - WWE Tag Team Championship (1 fois) avec Rikishi
  - WWF Light Heavyweight Championship (1 fois)
  - WWF Tag Team Championship (1 fois) avec Grandmaster Sexay

## Récompenses des magazines
- Pro Wrestling Illustrated

| Année | 1997 | 1998 | 1999 | 2000 | 2001 | 2002 à 2003 | 2004 | 2005 | 2006 | 2007 |
| ----- | ---- | ---- | ---- | ---- | ---- | ----------- | ---- | ---- | ---- | ---- |
| Rang  | 161  | 143  | 161  | 33   | 88   | Non classé  | 124  | 137  | 281  | 309  |

## Vie privée
À l'automne 1998, Garland se marie avec sa compagne Theresas (dit "Terri"), une infirmière, qu'il a rencontré dans un KFC, à Windham, Maine. Lui et sa femme vivent à Orlando, en Floride, et ont une fille et un fils.